# Liste des évêques de Butare
Liste des évêques de Butare
(Dioecesis Butarensis)
L'évêché d'Astrida est créé le 11 septembre 1961, par détachement de l'archevêché de Kabgayi.
Il change de dénomination le 12 novembre 1963 pour devenir l'évêché de Butare.

## Évêques
- 11 septembre 1961-2 janvier 1997 : Jean-Baptiste Gahamanyi, évêque d'Astrida, puis de Butare (12 novembre 1963).
- depuis le 2 janvier 1997 : Philippe Rukamba

## Sources
- L'ANNUAIRE PONTIFICAL, sur le site http://www.catholic-hierarchy.org, à la page